# Гольдерекер Олександр Якович
Олекса́ндр Я́кович Гольдере́кер (рос. дореф. Александръ Яковлевичъ Гольдерекеръ; нар. 30 липня 1848, с. Одеріхіно (Татарське) Михайлівського повіту Рязанської губернії — пом. ?) — педагог, директор Київського реального училища 1889—1906 років.

## Загальні відомості
Народився в дворянській родині, заснованій сином канцелярського службовця надвірним радником і кавалером Яковом Івановичем Гольдерекером.
Закінчив Санкт-Петербурзький університет (кандидат фізико-математичного факультету).
Вчителем працював з 1873 року.
Був викладачем Миколаївського реального училища, 1874 року побував за кордоном у відрядженні для вивчення питань організації реальних училищ.
До 1887 року працював директором Могильовського реального училища.
1887—1889 років був директором Рівненського реального училища..
Від 1889/90 навчального року і до вересня 1906 року був директором Київського реального училища..
Від 1899 року — дійсний статський радник.
Перед початком навчального 1906 року подав у відставку з посади директора Київського реального училища через хворобу, і 22 вересня відставка була прийнята офіційно.
Займався благочинністю — 1912 року на його кошти був проведений ремонт церкви в рідному селі Татарське на Рязанщині..

## Публікації
- Речь, произнесенная в торжественный день открытия Могилевского (Подольского) реального училища. — Могилев, 1895;
- Отчет о командировке за границу для осмотра реальных училищ. От 30 июня по 15 октября 1874 года. — Одесса, 1875.